# Studenten- und Schülerherberge
Als Studenten- und Schülerherberge bezeichnete man die zwischen 1884 und 1938 von Guido Rotter initiierten Herbergen, deren weitreichendes Netz in Österreich-Ungarn und im Deutschen Reich vor allem für Studenten und Schüler gedacht war, um ihnen den Aufenthalt in der Natur zu erleichtern.

## Geschichte

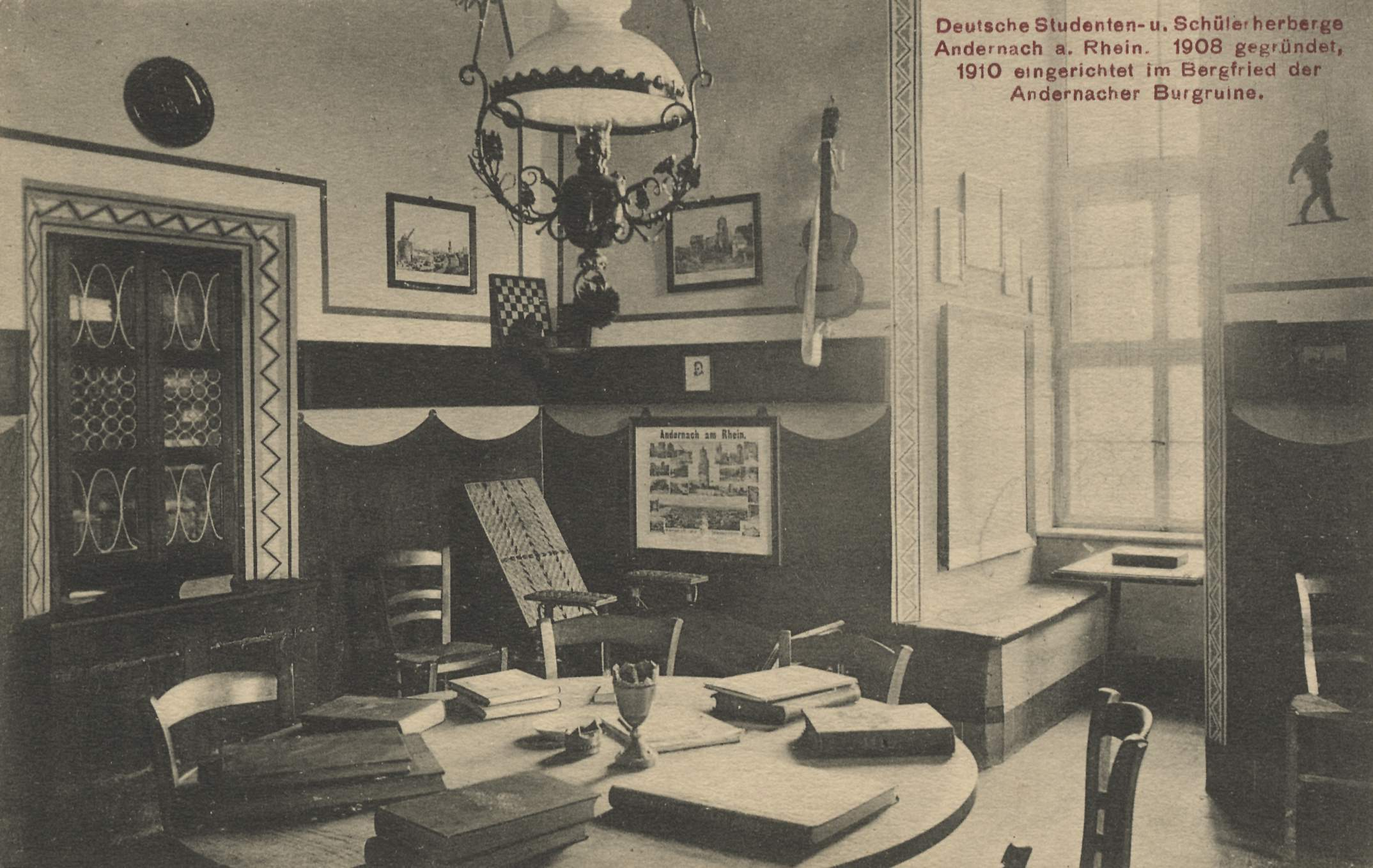
1910 eingerichtete Studenten- und Schülerherberge im Bergfried der Stadtburg Andernach

Guido Rotter, Betriebsleiter einer Flachsgarnspinnerei in Ober Hohenelbe, der ab 1883 Mitglied des Riesengebirgsvereins, ab 1902 der 2. Vorsitzende und 1911 der 1. Vorsitzende von dessen lokaler Gliederung war, wollte zunächst vor allem den Studenten ermöglichen, der Natur nahezukommen. Nach dem Vorbild der existierenden Herbergen für wandernde Handwerksgesellen begann er deshalb für die studierende Jugend ein Netz von Unterkunftsstätten aufzubauen. So gründete er am 15. Juli 1884 in Hohenelbe im Haus von Karl Steudler die erste Studentenherberge für Studenten und Schüler höherer Schulen. Ab 1898 wurde dieses Herbergsnetz verstärkt ausgebaut und es etablierte sich die Bezeichnung Studenten- und Schülerherberge. Trotz zahlreicher Anfangsschwierigkeiten gelang es Guido Rotter, die finanzielle Unterstützung des aus dem Riesengebirge stammenden Marschendorfer Großindustriellen Prosper von Piette-Rivage zu erhalten. Außerdem überzeugte er den Riesengebirgsverein zur Übernahme des Protektorats über das Herbergswerk.
Bereits 1886 existierten im Riesengebirge sechs Herbergen, u. a. in Harrachsdorf, Hohenelbe, Marschendorf, auf der Schneekoppe und in Spindlers Mühle, die in diesem Jahr genau 300 Besucher hatten, davon 264 aus Österreich-Ungarn und nur 36 aus dem Deutschen Reich. 1887 stieg die Zahl der Herbergen im Jeschken-, Iser- und Riesengebirge auf 22. 1891 gab es 78 Herbergen in allen Randgebirgen des Böhmisch-mährisch-schlesischen Raumes, mit insgesamt 389 Betten und 3470 Besuchern. Der Anteil der Besucher aus dem Deutschen Reich betrug anfangs nur 10 Prozent, was sich ab 1892 änderte. 1894 gab es 94 Herbergen mit insgesamt 485 Betten und 48 Notlagern. 1896 existierten 103 Herbergen, davon 86 in den Ländern von Österreich-Ungarn und 17 in denen des Deutschen Reichs, und 1898 bestanden 125 Herbergen. Das war auch der Unterstützung anderer Mittelgebirgsvereine, Gemeinde- und Stadtverwaltungen, Schulen und Privatinitiativen zu verdanken.
Die Unterbringung erfolgte primär in Privathäusern und Schulgebäuden. Zugleich wurden kleine Büchereien eingerichtet, die es den Wanderern ermöglichten, ihre Ausflüge gründlich vorzubereiten und Regentage sinnvoll zu verbringen. Rotter legte dabei – über das touristische Interesse hinaus – großen Wert auf das erzieherische Element. Weil bemittelte und unbemittelte Studierende gleich behandelt werden sollten, genossen die Herbergsgäste kostenloses Quartier samt Verpflegung. Außerdem lernten sie Land und Leute kennen.
Richard Schirrmann, der ab 1907 die Leitung einer Schüler- und Studentenherberge in Altena übernommen hatte, gründete 1909 in der Burg Altena die erste allgemeine Jugendherberge der Welt. Zu dieser Zeit reichte das Netz der Studenten- und Schülerherbergen von der Waterkant bis Südtirol und Dalmatien, von den Vogesen bis zur Kurischen Nehrung und den Beskiden. Im Jahre 1914 gab es 727 Studenten- und Schülerherbergen, die von 1884 bis 1914 insgesamt 565.049 Übernachtungen verzeichneten.

## Auflösung
Während des Ersten Weltkriegs wurden viele Herbergen zerstört oder zweckentfremdet. Mit der Gründung der Tschecho-Slowakischen Republik änderte sich die Verwaltungszugehörigkeit eines Großteils der Studenten- und Schülerherbergen. Zudem bevorzugten viele Wanderer die inzwischen ebenfalls großflächig existierenden allgemeinen Jugendherbergen. Bereits 1920 gliederten sich deshalb die ersten Studenten- und Schülerherbergen dem Deutschen Jugendherbergswerk (DJH) an. 1928 entschloss sich auch Guido Rotter zur Zusammenarbeit mit dem DJH. Infolge des Münchner Abkommens erfolgte 1938 die endgültige Eingliederung der letzten im Sudetenland gelegenen Studenten- und Schülerherbergen in das DJH.